# Șimnicu de Sus
Șimnicu de Sus è un comune della Romania di 4217 abitanti, ubicato nel distretto di Dolj, nella regione storica dell'Oltenia.
Il comune è formato dall'unione di 12 villaggi: Albești, Cornetu, Deleni, Dudovicești, Duțulești, Florești, Izvor, Jieni, Leșile, Milești, Românești, Șimnicu de Sus.